# Consorci de municipis
Un consorci de municipis és una associació d'entitats locals amb entitats públiques o provades de diferent naturalesa, que tenen la finalitat de desenvolupar interessos comuns. Aquesta associació, és regulada pel que dicta la llei 7/1985 de 2 d'abril de Reguladora de les Bases de Règim Local.